# Canton de Joinville
Le canton de Joinville est une circonscription électorale française située dans le département de la Haute-Marne et la région Grand Est.

## Géographie
Ce canton est organisé autour de Joinville dans l'arrondissement de Saint-Dizier. Son altitude varie de 152 m (Mertrud) à  402 m (Ambonville).

## Histoire
Par décret du 17 février 2014, le nombre de cantons du département est divisé par deux, avec mise en application aux élections départementales de mars 2015. Le canton de Joinville est conservé et s'agrandit. Il passe de 15 à 38 communes.

## Représentation

### Conseillers d'arrondissement (de 1833 à 1940)
Le canton de Joinville appartenait à l'arrondissement de Wassy jusqu'à sa disparition en 1926.
| Période                                  | Période      | Identité                    | Étiquette   | Qualité |
| ---------------------------------------- | ------------ | --------------------------- | ----------- | --- |
| 1833                                     | 1836 (décès) | Augustin Cornet (1771-1836) |             | Ancien contrôleur des contributions directes, propriétaire à Joinville                                      |
| 1836                                     | 1848         | M. Bourgoin                 |             | Propriétaire à Joinville                                                                                    |
|                                          |              |                             |             | |
|                                          | 1888 (décès) | François Émile Hervotte     |             | Maire de Joinville                                                                                          |
|                                          |              |                             |             | |
| 1889                                     | 1901         | Charles Philippe Noël       | Républicain | Maire de Joinville                                                                                          |
| 1901                                     | 1919         | Émile Humblot               | Droite      | Peintre et graveur, propriétaire à Joinville                                                                |
| 1919                                     | 1940         | Albert Gigoux               | Droite      | Propriétaire à Joinville                                                                                    |
| 1940                                     |              |                             |             | Les conseils d'arrondissement ont été suspendus par la loi du 12 octobre 1940 et n'ont jamais été réactivés |
| Les données manquantes sont à compléter. |              |                             |             | |

### Conseillers généraux de 1833 à 2015
| Période | Période      | Identité                               | Étiquette            | Qualité |
| ------- | ------------ | -------------------------------------- | -------------------- | --- |
| 1833    | 1848         | Georges Haste-Rocquemont               |                      | Propriétaire, maire de Joinville |
| 1848    | 1852         | Marie Paul Simonnet                    |                      | Président du Tribunal civil de Chaumont |
| 1852    | 1871         | René-Armand Peltereau-Villeneuve       | Conservateur         | Magistrat, propriétaire du château de Donjeux Maître de forges Président du Conseil Général (1846-1848) Député (1842-1848 et 1871-1876)                                       |
| 1871    | 1919         | Edmond Capitain-Gény                   | Républicain          | Maître de forges à Bussy (Vecqueville), maire de Vecqueville |
| 1919    | 1931 (décès) | Émile Humblot                          | URD                  | Peintre et graveur Sénateur (1920-1931) Maire de Joinville (1908-1931), conseiller d'arrondissement                                                                           |
| 1932    | 1940         | Maurice Ferry (gendre du précédent)    | RG                   | Ingénieur des Mines Industriel à Joinville Nommé conseiller départemental en 1943                                                                                             |
|         |              |                                        |                      | |
| 1943    | 1945         | Paul Chevry (1886-1970)                |                      | Mouleur Maire de Curel Nommé conseiller départemental en 1943 |
|         |              |                                        |                      | |
| 1945    | 1951         | Jean Lebert                            | SFIO                 | Menuisier à Joinville |
| 1951    | 1988         | Raymond Hanin                          | RPF puis RI puis UDF | Négociant Membre du comité de Libération Conseiller municipal (1944-1959) puis maire de Joinville (1959-1971) Député CNI (1958-1962) Président du Conseil Général (1973-1988) |
| 1988    | 2001         | Jacqueline Hanin (épouse du précédent) | UDF puis DL          | Conseillère municipale de Joinville |
| 2001    | 2008         | Gérard Heisert                         | DVD                  | Cadre à La Poste de Joinville Adjoint au maire de Joinville (jusqu'en 2005)                                                                                                   |
| 2008    | 2015         | Bertrand Ollivier                      | DVD                  | Chef d'entreprise Maire de Joinville depuis 2006 |

### Conseillers départementaux à partir de 2015
| Période élective | Période élective | Mandat | Mandat   | Identité          | Nuance | Nuance | Qualité                                                  |
| ---------------- | ---------------- | ------ | -------- | ----------------- | ------ | ------ | -------------------------------------------------------- |
| 2015             | 2021             | 2015   | 2021     | Astrid Huguenin   |        | DVD    | Formatrice enseignante, adjointe au maire de Vecqueville |
| 2015             | 2021             | 2015   | 2021     | Bertrand Ollivier |        | DVD    | Chef d'entreprise, maire de Joinville (depuis 2006)      |
| 2021             | 2028             | 2021   | en cours | Astrid Di Tullio  |        | DVD    | Conseillère sortante, adjointe au maire de Joinville     |
| 2021             | 2028             | 2021   | en cours | Bertrand Ollivier |        | DVD    | Conseiller sortant                                       |

### Résultats détaillés

#### Élections de mars 2015
À l'issue du 1er tour des élections départementales de 2015, deux binômes sont en ballottage : Astrid Huguenin et Bertrand Ollivier (DVD, 40,44 %) et Benjamin Fevre et Nicole Le Corre (FN, 40,31 %). Le taux de participation est de 54,23 % (4 734 votants sur 8 730 inscrits) contre 52,92 % au niveau départemental et 50,17 % au niveau national.
Au second tour, Astrid Huguenin et Bertrand Ollivier (DVD) sont élus avec 58,88 % des suffrages exprimés et un taux de participation de 58,18 % (2 820 voix pour 5 073 votants et 8 719 inscrits).

#### Élections de juin 2021
Le premier tour des élections départementales de 2021 est marqué par un très faible taux de participation (33,26 % au niveau national). Dans le canton de Joinville, ce taux de participation est de 36,33 % (2 980 votants sur 8 203 inscrits) contre 36,26 % au niveau départemental. À l'issue de ce premier tour, deux binômes sont en ballottage : Astrid Di Tullio et Bertrand Ollivier (Union au centre et à droite, 48,46 %) et Daniel Bernardin et Stéphanie Brouard (RN, 38,93 %).
Le second tour des élections est marqué une nouvelle fois par une abstention massive équivalente au premier tour. Les taux de participation sont de 34,36 % au niveau national, 36,14 % dans le département et 37,36 % dans le canton de Joinville. Astrid Di Tullio et Bertrand Ollivier (Union au centre et à droite) sont élus avec 59,04 % des suffrages exprimés (1 698 voix pour 3 066 votants et 8 206 inscrits),,.

## Composition

### Composition avant 2015
Le canton de Joinville regroupait 15 communes.
| Nom                     | Code Insee | Codepostal | Superficie (km2) | Population (dernière pop. légale) | Densité (hab./km2) |
| ----------------------- | ---------- | ---------- | ---------------- | --------------------------------- | ------------------ |
| Joinville (chef-lieu)   | 52250      | 52300      | 18,94            | 3 486 (2012)                      | 184                |
| Autigny-le-Grand        | 52029      | 52300      | 3,59             | 159 (2012)                        | 44                 |
| Autigny-le-Petit        | 52030      | 52300      | 2,53             | 52 (2012)                         | 21                 |
| Blécourt                | 52055      | 52300      | 7,25             | 112 (2012)                        | 15                 |
| Chatonrupt-Sommermont   | 52118      | 52300      | 16,66            | 327 (2012)                        | 20                 |
| Curel                   | 52156      | 52300      | 7,63             | 441 (2012)                        | 58                 |
| Ferrière-et-Lafolie     | 52199      | 52300      | 7,93             | 50 (2012)                         | 6,3                |
| Fronville               | 52212      | 52300      | 11,08            | 336 (2012)                        | 30                 |
| Guindrecourt-aux-Ormes  | 52231      | 52300      | 9,07             | 97 (2012)                         | 11                 |
| Mathons                 | 52316      | 52300      | 13,40            | 68 (2012)                         | 5,1                |
| Nomécourt               | 52356      | 52300      | 10,77            | 95 (2012)                         | 8,8                |
| Rupt                    | 52442      | 52300      | 6,53             | 337 (2012)                        | 52                 |
| Suzannecourt            | 52484      | 52300      | 4,60             | 347 (2012)                        | 75                 |
| Thonnance-lès-Joinville | 52490      | 52300      | 11,33            | 807 (2012)                        | 71                 |
| Vecqueville             | 52512      | 52300      | 5,22             | 616 (2012)                        | 118                |

### Composition à partir de 2015
Le canton de Joinville regroupe 38 communes entières.
| Nom                               | Code Insee | Intercommunalité                       | Superficie (km2) | Population (dernière pop. légale) | Densité (hab./km2) | Modifier                                    |
| --------------------------------- | ---------- | -------------------------------------- | ---------------- | --------------------------------- | ------------------ | ------------------------------------------- |
| Joinville (bureau centralisateur) | 52250      | CC du Bassin de Joinville en Champagne | 18,94            | 2 944 (2022)                      | 155                | modifier les données · modifier les données |
| Ambonville                        | 52007      | CC du Bassin de Joinville en Champagne | 14,47            | 85 (2022)                         | 5,9                | modifier les données · modifier les données |
| Arnancourt                        | 52019      | CC du Bassin de Joinville en Champagne | 9,31             | 82 (2022)                         | 8,8                | modifier les données · modifier les données |
| Autigny-le-Grand                  | 52029      | CC du Bassin de Joinville en Champagne | 3,59             | 130 (2022)                        | 36                 | modifier les données · modifier les données |
| Autigny-le-Petit                  | 52030      | CC du Bassin de Joinville en Champagne | 2,53             | 55 (2022)                         | 22                 | modifier les données · modifier les données |
| Baudrecourt                       | 52039      | CC du Bassin de Joinville en Champagne | 8,78             | 85 (2022)                         | 9,7                | modifier les données · modifier les données |
| Beurville                         | 52047      | CC du Bassin de Joinville en Champagne | 22,92            | 102 (2022)                        | 4,5                | modifier les données · modifier les données |
| Blécourt                          | 52055      | CC du Bassin de Joinville en Champagne | 7,25             | 115 (2022)                        | 16                 | modifier les données · modifier les données |
| Blumeray                          | 52057      | CC du Bassin de Joinville en Champagne | 14,68            | 100 (2022)                        | 6,8                | modifier les données · modifier les données |
| Bouzancourt                       | 52065      | CC du Bassin de Joinville en Champagne | 11,75            | 71 (2022)                         | 6,0                | modifier les données · modifier les données |
| Brachay                           | 52066      | CC du Bassin de Joinville en Champagne | 7,40             | 62 (2022)                         | 8,4                | modifier les données · modifier les données |
| Charmes-en-l'Angle                | 52109      | CC du Bassin de Joinville en Champagne | 7,36             | 6 (2022)                          | 0,82               | modifier les données · modifier les données |
| Charmes-la-Grande                 | 52110      | CC du Bassin de Joinville en Champagne | 11,43            | 160 (2022)                        | 14                 | modifier les données · modifier les données |
| Chatonrupt-Sommermont             | 52118      | CC du Bassin de Joinville en Champagne | 16,66            | 266 (2022)                        | 16                 | modifier les données · modifier les données |
| Cirey-sur-Blaise                  | 52129      | CC du Bassin de Joinville en Champagne | 16,44            | 109 (2022)                        | 6,6                | modifier les données · modifier les données |
| Courcelles-sur-Blaise             | 52149      | CC du Bassin de Joinville en Champagne | 5,67             | 87 (2022)                         | 15                 | modifier les données · modifier les données |
| Dommartin-le-Saint-Père           | 52172      | CC du Bassin de Joinville en Champagne | 14,88            | 273 (2022)                        | 18                 | modifier les données · modifier les données |
| Donjeux                           | 52175      | CC du Bassin de Joinville en Champagne | 12,84            | 381 (2022)                        | 30                 | modifier les données · modifier les données |
| Doulevant-le-Château              | 52178      | CC du Bassin de Joinville en Champagne | 22,14            | 367 (2022)                        | 17                 | modifier les données · modifier les données |
| Ferrière-et-Lafolie               | 52199      | CC du Bassin de Joinville en Champagne | 7,93             | 51 (2022)                         | 6,4                | modifier les données · modifier les données |
| Flammerécourt                     | 52201      | CC du Bassin de Joinville en Champagne | 10,52            | 71 (2022)                         | 6,7                | modifier les données · modifier les données |
| Fronville                         | 52212      | CC du Bassin de Joinville en Champagne | 11,08            | 300 (2022)                        | 27                 | modifier les données · modifier les données |
| Gudmont-Villiers                  | 52230      | CC du Bassin de Joinville en Champagne | 16,77            | 279 (2022)                        | 17                 | modifier les données · modifier les données |
| Guindrecourt-aux-Ormes            | 52231      | CC du Bassin de Joinville en Champagne | 9,07             | 94 (2022)                         | 10                 | modifier les données · modifier les données |
| Leschères-sur-le-Blaiseron        | 52284      | CC du Bassin de Joinville en Champagne | 14,93            | 88 (2022)                         | 5,9                | modifier les données · modifier les données |
| Mathons                           | 52316      | CC du Bassin de Joinville en Champagne | 13,40            | 69 (2022)                         | 5,1                | modifier les données · modifier les données |
| Mertrud                           | 52321      | CC du Bassin de Joinville en Champagne | 12,06            | 182 (2022)                        | 15                 | modifier les données · modifier les données |
| Mussey-sur-Marne                  | 52346      | CC du Bassin de Joinville en Champagne | 9,92             | 368 (2022)                        | 37                 | modifier les données · modifier les données |
| Nomécourt                         | 52356      | CC du Bassin de Joinville en Champagne | 10,77            | 112 (2022)                        | 10                 | modifier les données · modifier les données |
| Nully                             | 52359      | CC du Bassin de Joinville en Champagne | 17,81            | 143 (2022)                        | 8,0                | modifier les données · modifier les données |
| Rouvroy-sur-Marne                 | 52440      | CC du Bassin de Joinville en Champagne | 8,41             | 368 (2022)                        | 44                 | modifier les données · modifier les données |
| Rupt                              | 52442      | CC du Bassin de Joinville en Champagne | 6,53             | 351 (2022)                        | 54                 | modifier les données · modifier les données |
| Saint-Urbain-Maconcourt           | 52456      | CC du Bassin de Joinville en Champagne | 25,85            | 605 (2022)                        | 23                 | modifier les données · modifier les données |
| Suzannecourt                      | 52484      | CC du Bassin de Joinville en Champagne | 4,60             | 361 (2022)                        | 78                 | modifier les données · modifier les données |
| Thonnance-lès-Joinville           | 52490      | CC du Bassin de Joinville en Champagne | 11,33            | 703 (2022)                        | 62                 | modifier les données · modifier les données |
| Trémilly                          | 52495      | CC du Bassin de Joinville en Champagne | 10,72            | 83 (2022)                         | 7,7                | modifier les données · modifier les données |
| Vaux-sur-Saint-Urbain             | 52511      | CC du Bassin de Joinville en Champagne | 6,40             | 56 (2022)                         | 8,8                | modifier les données · modifier les données |
| Vecqueville                       | 52512      | CC du Bassin de Joinville en Champagne | 5,22             | 506 (2022)                        | 97                 | modifier les données · modifier les données |
| Canton de Joinville               | 5209       |                                        | 442,36           | 10 270 (2022)                     | 23                 | modifier les données                        |

## Démographie
En 2022, le canton comptait 10 270 habitants, en évolution de −5,02 % par rapport à 2016 (Haute-Marne : −4,62 %, France hors Mayotte : +2,11 %).
| 2013   | 2018   | 2022   |
| ------ | ------ | ------ |
| 11 238 | 10 526 | 10 270 |